# Маргарита Бранденбургская (1450—1489)
Маргарита Бранденбургская (около 1450 — 1489, Вольгаст, Мекленбург — Передняя Померания) — бранденбургская принцесса, в браке — герцогиня Померанская.

## Биография
Доротея была младшей дочерью курфюрста Бранденбурга Фридриха II (1413—1471) и его жены Катарины Саксонской (1421—1476), дочери курфюрста Саксонии Фридриха I. В семье было только два выживших ребёнка; Маргарита и её старшая сестра Доротея.
В 1474 году Бранденбург начал войну с Померанией, потому что Богуслав отказался принести оммаж Фридриху II. 1 мая 1476 года во время мирных переговоров было решено, что Богуслав возьмёт в жёны Маргариту. 20 сентября 1477 года в Пренцлау она вышла замуж за герцога Померании Богуслава X (1454—1523). Брак был обременительным для Богуслава. Хотя согласованное приданое было очень маленьким, оно так никогда и не было выплачено. Через год после свадьбы умер дядя Богуслава, Вартислав X, что сделало Богуслава единственным правителем Померании за последние 200 лет. В 1479 году Богуслав заключил Пренцлауский мир с дядей своей жены, Альбрехтом III Ахиллесом, признав курфюрста Бранденбурга своим сюзереном.
Брак был бездетным, и её муж обвинил её в неверности и оставил её. Это привело к политической напряжённости с электоратом Бранденбурга. Курфюрст потребовал вернуть её приданое, а Богуслав, в свою очередь, утверждал, что дом Гогенцоллернов подсунул ему в жёны бесплодную принцессу, чтобы они могли унаследовать Померанию. В 1488 году, добившись судебного решения, по которому Маргарита признавалась виновной, Богуслав запер её в замке и начал бракоразводный процесс. Получение разрешения от папы римского затянулось. Во второй половине 1489 года Маргарита скончалась. Она была похоронена в церкви Святого Петра в Вольгасте.